# Stan Getz
"Stan" Getz (født 2. februar 1927, død 6. juni 1991) var en amerikansk tenorsaxofonist.
Getz spillede i flere af de anerkendte amerikanske jazzorkestre og turnerede rundt om i Europa bl.a. i Skandinavien. I 1958-1961 boede han i Lyngby og senere i Rungsted nord for København, og han var en af de kendte musikere, der var med til at løfte Jazzhus Montmartre op til internationalt ry. Han blev svensk gift (og skilt) og bevarede hele livet et nært forhold til både Sverige og Danmark. Hans svenske ekskone arbejdede efter det voldelige ægteskab med Stan Getz, for voldsramte kvinder.
Hans klang var lige så karakteristisk som Louis Armstrongs stemme. Han slap aldrig sine musikalske rødder og hvilede på traditionen. Han havde sit solide fundament og kunne tåle diverse udflugter. Han indspillede utallige plader med mange af jazzens store navne.
Stan Getz er også delvist ansvarlig for at have bragt den brasilianske musikstil bossanova til USA og Europa, og delvist for at have gjort den succesfuld i vesten. Dette skete først og fremmest på grund af det legendariske album fra 1964 Getz/Gilberto med nummeret "The Girl from Ipanema" hvor Getz spillede sammen med den brasilianske guitarist Joao Gilberto, der havde sin hustru Astrud med, og bossanovaens fader, komponisten og pianisten Antonio Carlos Jobim, som begge blev verdenskendte kunstnere efter dette album. Sangerinden Astrud Gilberto er senere krediteret for at være årsag til at sangen blev verdensberømt. Stan Getz selv nægtede hende del i berømmelsen, og trods han tjente 1 mio. $ på sangen, sørgede han nidkært for at hun aldrig modtog mere end 120$ for at have sunget “The Girl from Ipanema”, selv om hun blev sat på som soloartist på den kortere singleudgave af sangen.
Igennem hele karrieren slogedes Stan Getz med afhængighed af alkohol samt hårde stoffer som heroin. Det gjorde ham hudløst irritabel og voldelig, og hans temperament satte præg på hans medmenneskelige relationer, herunder sine koner og kærester. Stofmisbruget tog gradvist til i løbet af hans liv og resulterede også i fængselsophold som følge af mislykket røveri. Misbruget medførte, at han kunne være ondskabsfuld det ene øjeblik, og blid som en engel det næste.
På trods af misbruget holdt han fast i jazzmusikken, hvor han opnåede stor popularitet og udbredelse med sin bløde og tilbagelænede stil.